# マートルビーチ
マートルビーチ（Myrtle Beach）は、アメリカ合衆国サウスカロライナ州北東部、大西洋岸に位置する観光都市。市域人口は3万5682人（2020年）  に過ぎない小都市であるが、都市圏は隣接するノースカロライナ州にもまたがり、約36万人を数える。
「グランドストランド」と呼ばれる長大な砂浜やゴルフ場、美味しいシーフードレストラン、アウトレットショッピングに恵まれていることから、年間1400万人を越える観光客を集めている。特にウェストバージニア州からの旅行者に人気があり、「56番目の郡」「ウェストバージニア州の最南端」などと呼ばれたりもしている。また、高校・大学のスプリングブレイク（春休み）期間の行き先としてつとに有名であり、特にその時期は全米からの学生で賑わう。

## 地理
マートルビーチは北緯33度42分15秒、西経78度52分32秒に位置し、日本の福岡市（福岡県）とほぼ同緯度にある。
アメリカ合衆国統計局によると、同市は総面積43.5 km2 （16.8 mi2） である。このうち43.5 km2 （16.8 mi2） が陸地で0.1 km2 （0.04 mi2） が水地域である。総面積の0.12%が水地域となっている。

## 人口構成
2000年の国勢調査で、マートルビーチ市の人口は22,759人、世帯数10,413で、5,414家族が暮らしている。人口密度は523.7/km² （1,356.3/mi²） である。337.3/km² （873.5/mi²） の平均的な密度で14,658軒の住宅が建っている。同市の人種的な構成は白人81.16%、アフリカン・アメリカン12.76%、ネイティブ・アメリカン0.42%、アジア1.28%、太平洋諸島系0.13%、その他の人種2.37%、及び混血1.88%である。ここの人口の4.67%はヒスパニックまたはラテン系である。
同市の10,413世帯のうち20.3%は18歳未満の子供を1人以上抱える。36.8%は結婚・同居している夫婦であり、11.1%は未婚（または離婚）女性が世帯主である。また、48.0%は結婚していない。34.1%の世帯には1人以上の独身者がいる。また、10.4%は一人暮らしをしている65歳以上の老人である。1世帯の構成人数の平均は2.17、結婚している世帯では2.79である。
同市の年齢ごとの人口分布は18歳未満18.0%、18-24歳11.0%、25-44歳33.6%、45-64歳22.5%、65歳以上15.0%となっている。年齢の中央値は37歳である。性比は総人口では女性100人あたり男性103.0人、18歳未満では女性100人あたり男性101.0人となっている。
同市の世帯ごとの平均収入は35,498米ドルであり、家族ごとの平均収入は43,900米ドルである。男性は26,039米ドルに対して女性は22,473米ドルの平均収入がある。同市の一人当たりの収入 （per capita income） は23,214米ドルである。人口の12.0%及び家族の7.6%の収入は貧困線以下である。全人口のうち18歳未満の17.1%及び65歳以上の6.6%は貧困線以下の生活を送っている。

## 交通
- マートルビーチ国際空港

## 姉妹都市
- ピナマール、ブエノスアイレス州
- キースリー、ウェスト・ヨークシャー
- Burlington、オンタリオ州
- キラーニー、ケリー県